# Матфей (Вакаров)
Схиархимандри́т Матфе́й (в миру Васи́лий Степа́нович Вака́ров; 23 января 1888, село Иза, Мармарошский комитат, Австро-Венгрия — 1 октября 1953, село Иза, Хустский район, Закарпатская область) — архимандрит Русской православной церкви, настоятель Свято-Николаевского Карповтлашского монастыря.

## Биография
Родился 23 января 1888 в крестьянской семье Степана Вакарова и Юлины Хвуст. Его отец, Степан Вакаров за переход из униатства в православие во время «второго Мармарош-Сигетского процесса» был арестован и осуждён на два года тюрьмы и 300 крон штрафа.
В родном селе в 1900 году он окончил народную школу. В 1911 году вместе со своим односельчанином Василием Кеминем отправился в Яблочинский монастырь на Холмщине. Здесь Василий Вакаров был зачислен в число братии и назначен уставником при пастырской школе. 21 июля 1912 году настоятель монастыря архимандрит Серафим (Остроумов) по благословению архиепископа Евлогия (Георгиевского) постриг его в рясофор с возложением камилавки, 16 ноября 1913 году был пострижен в мантию.
17 ноября в Холме (ныни Хелм, Польша) был рукоположён архиепископом Евлогием в сан иеродиакона.
После окончания монастырской школы в марте 1913 иеродиакон Матфей вместе со своими соратниками Амфилохием (Кеминем) и Серафимом (Бровди) по решению архиепископов Евлогия (Георгиевского) и Антония (Храповицкого) были отправлены в Константинополь.
29 марта 1914 года митрополит Селевкийский Герман (Стринопулос), ректор Духовной школы на острове Халки рукоположил Матфея в сан иеромонаха. Получение священнического сана в Константинополе не было случайным. Этим шагом высшее священноначалие Русской православной церкви стремилось отвести от закарпатцев репрессии. С Халки молодые миссионеры через Италию (где они посетили Рим и Ватикан) 27 апреля 1914 прибыли в Изу. По словам иеромонаха Сергия (Цёка), через шесть часов после возвращения домой иеромонах Матфей был арестован венгерскими жандармами. Формальный повод для ареста — нелегальный переход границы. Из Изы Матфей (Вакаров) под конвоем был доставлен в Мармарош-Сигет. После 21 дня заключения его перевезли в Кошиц. Гарнизонный военный суд приговорил его к трём месяцам ареста. После начала военных действий с Россией он был освобождён из-под стражи и направлен рядовым солдатом в сапёрный полк в Комарово. В первой половине августа 1914 года полк отправлен на Восточный фронт, 28 октября 1914 года иеромонах Матфей попал в русский плен.
Находился в лагере военнопленных в Новониколаевске (с 1925 года — Новосибирск). Из лагеря он пишет письма владыкам Антонию и Евлогию, которые через посредничество обер-прокурора Святейшего Синода Владимира Саблера добиваются его освобождения. По приказу церковной власти, был направлен на приход в Галиции. Однако, с наступлением австро-немецких войск был переведён в русскую армию на должность переводчика, служил на румынском фронте. После военных действий иеромонах Матфей проживал некоторое время в Гиржавском монастыре в Бессарабии, а затем в Феофановском монастыре под Киевом. Совершал богослужения в селе Хотов.
28 марта 1919 года вернулся в родное село. После включения Закарпатья в состав Чехословакии православное движение вступило в новую форму. Православных уже никто не преследовал, можно было свободно менять религию. Однако появились другие проблемы: отсутствие храмов, малое количество духовенства, конфликты с униатами.
С 30 марта 1919 года по 25 июля 1920 года он окормлял село Горинчово-Монастырец Хустского округа (ныне село Монастырец Хустского района).
С 25 июля 1920 года по 18 мая 1925 года — настоятель приходов в селах Нанково и Нижнее Селище того же округа.
В 1919 году в селе Иза был основан мужской Свято-Николаевский монастырь. Монашескую братию возглавил иеромонах Алексий (Кабалюк). Среди братии был также и иеромонах Матфей, который принимал активное участие в развитии обители. 18 апреля 1925 года братия монастыря избрала его своим настоятелем. В связи с тем, что монастырь был перенесён за пределы села — в урочище Карпутлаш, настоятель взялся за строительство церкви, жилых и хозяйственных построек.
17 мая 1925 года за заслуги перед православной церковью епископ Досифей (Васич), управляющий Мукачево-Пряшевской православной епархией, в городе Ниш (Сербия) возвёл Матфея в сан игумена.
29 июня 1926 года был возведён в сан архимандрита и назначен помощником епископа Досифея на Подкарпатской Руси. В 1926 году награждён набедренником и палицей.
С 20 мая 1925 по 20 декабря 1929 года обслуживал православные приходы в селах Бороняво и Кривая Хустского округа.
С 21 декабря 1929 по 28 февраля 1933 года архимандрит Матфей служил в деревне Нанково.
В 1929—1944 годы — член Епархиального совета и Духовной консистории.
С 1 марта 1933 по 26 октября 1944 года — настоятель прихода в селе Горинчово.
С 1933 по 1944 годы — инспектор по преподаванию Закона Божия в народных школах Мукачево-Пряшевской православной епархии.
Выполняя задание правящего архиерея, архимандрит Матфей, как опытный руководитель, часто инспектировал монашеские обители. Обнаружено несколько отчётов о такой проверке скитов. Они написаны весьма подробно. Архимандрит Матфей обращал внимание на все аспекты жизнедеятельности скита, писал о его насельниках, о позитивных и негативных монашеской жизни. Например, о 
ските в Бедевле он писал: «Если действительно основывается монастырь в Бедевли, так нужно его устроить по-настоящему, чтобы его можно назвать монастырём, но не случайным строением, где всякий может жить по-своему, как захотел… Нужно поставить настоятеля, а также нужно дать к монастырю какой-нибудь район для обслуживания, чтобы монастырь мог существовать».
В 1945 году назначен благочинным Изского благочиния. С 1946 года и до своей смерти исполнял обязанности благочинного православных монастырей Закарпатья.
10 декабря 1947 епископ Нестор (Сидорук) подтвердил назначение архимандрита Матфея настоятелем Свято-Николаевского монастыря.
Осенью 1953 года архимандрит Матфей заболел. 30 сентября он принял великую схиму, скончался 1 октября того же года. Похоронен на монастырском кладбище в Изе.